# Nova Nazaré
Nova Nazaré är en kommun i Brasilien.   Den ligger i delstaten Mato Grosso, i den centrala delen av landet, 500 km väster om huvudstaden Brasília. Antalet invånare är 3 021. Arean är 4 038 kvadratkilometer.
Terrängen i Nova Nazaré är huvudsakligen platt, men norrut är den kuperad.
Omgivningarna runt Nova Nazaré är huvudsakligen savann. Runt Nova Nazaré är det mycket glesbefolkat, med 2 invånare per kvadratkilometer.